# Peter Prevc
Peter Prevc (Kranj, 20. septembar 1992) slovenački ski skakač. Član je SK Triglav iz Kranja. Prvo takmičenje u Svetskom kupu u sezoni 2009/10. započeo je 5. decembra 2009. u Lilehameru u Norveškoj. Proglašen je za sportistu godine u Sloveniji 2013. godine.

## Karijera
Već u prvom takmičenju je osvojio bodove i osigurao sebi mjesto u reprezentaciji.
Učestvovao je u Olimpijskim igrama u Vankuveru 2010. godine, gdje je na srednjoj skakaonici bio sedmi, a na velikoj šesnaesti. Nastupio je i u ekipnom takmičenju sa kolegama iz reprezentacije: Primožem Piklom, Mitjom Mežnarom i Robertom Kranjecom, osvojivši osmo mjesto.
U januaru 2010. godine učestvovao je na juniorskom svetskom prvenstvu gdje je osvojio srebro.
Na Svjetskom prvenstvu u nordijskom skijanju 2011. godine u Oslu ekipno je osvojio bronzu. U reprezentaciji Slovenije su bili Robert Kranjec, Jurij Tepeš i Jernej Damjan.
U Oberstdorfu u ekipnom takmičenju Prevc je skočio 225,5 m i obezbjedio Sloveniji prvu ekipnu pobjedu sezone 2011/12. Ali je pri doskoku pao i povrijedio rame, te je time završio ovu sezonu.
Najbolji plasman i prvi podijum osvojio je 22. marta 2013, u Planici na takmičenju za Svetski kup 2012/13. kada je bio drugi.
Lični rekord od 250 metra postigao je u Vikersundu 14. februara 2015.

## Plasmani u Svetskom kupu na kraju sezona
| Sezona   | Mesto | Bodovi |
| -------- | ----- | ------ |
| 2009/10. | 35.   | 106    |
| 2010/11. | 24.   | 218    |
| 2011/12. | 15.   | 400    |
| 2012/13. | 7.    | 744    |

## Spoljašnje veze
- Peter Prevc na ISF
- Peter Prevc на сајту Sports-Reference.com (архивирано)